# Thora Birch

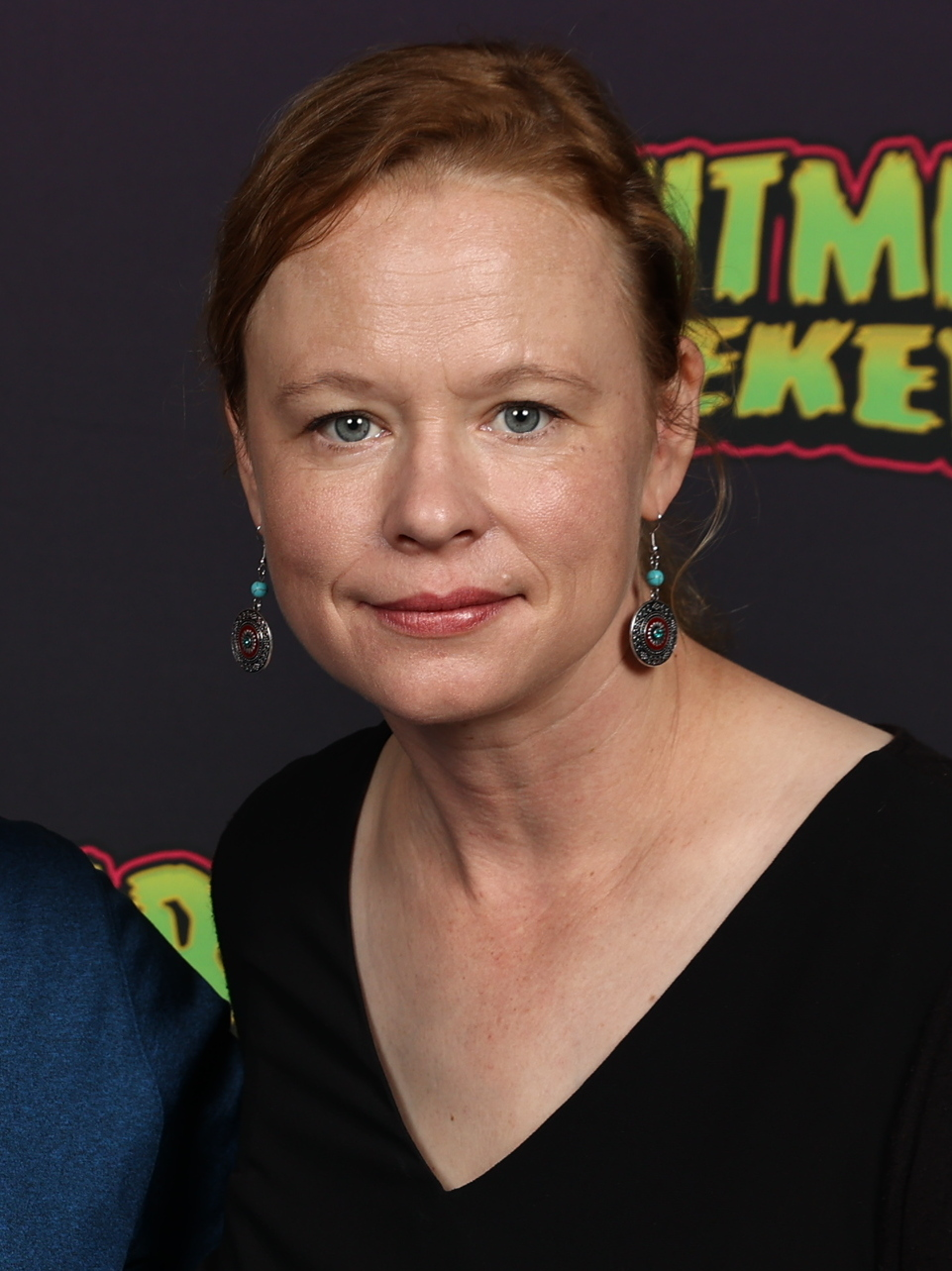
Thora Birch (2023)

Thora Renee Birch (* 11. März 1982 in Los Angeles) ist eine US-amerikanische Schauspielerin.

## Leben
Birch wurde 1982 in Los Angeles als erstes Kind der beiden Pornodarsteller Jack Birch und Carol Connors geboren. Diese hatten sich bei den Dreharbeiten zu dem Film Deep Throat kennengelernt und haben ein weiteres Kind, einen Sohn. Jack Birch agierte später als Manager seiner Tochter.

## Karriere

### Anfänge
Ab ihrem vierten Lebensjahr trat Birch in Werbeclips auf. Als Schauspielerin stand sie zum ersten Mal im Alter von sechs Jahren vor der Kamera, als sie 1988 in der kurzlebigen Serie Day by Day eine wiederkehrende Rolle erhielt. Ihr Filmdebüt gab sie im selben Jahr in dem Film Purple People Eater. Für ihre Darstellung wurde sie mit dem Youth in Film Award ausgezeichnet. Der Film selbst war ein Misserfolg beim Publikum. 1991 spielte sie in dem Film Sommerparadies an der Seite von Melanie Griffith, Don Johnson und Elijah Wood. Für diese Rolle wurde Birch mit dem Young Artist Award ausgezeichnet.

### Kinder- und Jugendrollen
Im folgenden Jahr stand Birch unter der Leitung des Regisseurs Phillip Noyce für Die Stunde der Patrioten, einer Verfilmung von Tom Clancys gleichnamigen Bestseller, vor der Kamera. 1993 war sie in dem Jugendfilm Hocus Pocus an der Seite von Bette Midler, Sarah Jessica Parker und Kathy Najimy zu sehen. Für ihre Darstellung wurde sie erneut mit einem Young Artist Award ausgezeichnet. Ihre erste Hauptrolle verkörperte Birch 1994 in der Komödie Immer Ärger um Dojo von Franco Amurri. In Das Kartell, nach einem weiteren Tom-Clancy-Roman, spielte Thora Birch erneut die Tochter von Harrison Ford. 1995 stellte sie in Now and Then – Damals und heute zusammen mit den Jungschauspielerinnen Gaby Hoffmann, Christina Ricci und Ashleigh Aston Moore die jugendlichen Versionen der von Melanie Griffith, Rosie O’Donnell, Rita Wilson und Demi Moore verkörperten Figuren dar. Für ihre Leistung wurde die damals 13-Jährige zum dritten Mal für den Young Artist Award nominiert.

### Wechsel zu erwachsenen Rollen

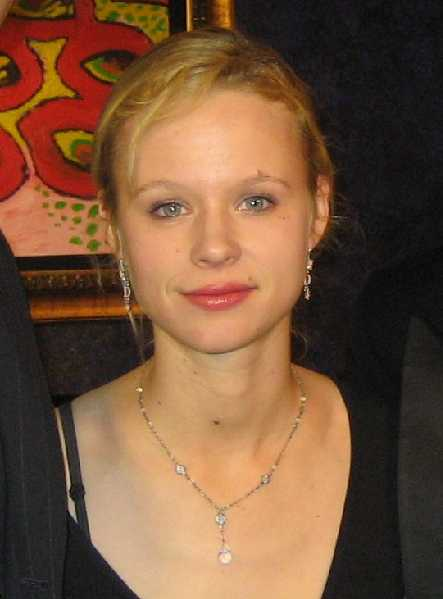
Thora Birch (2006)

Als Darstellerin von Kinder- und Jugendrollen bereits etabliert, spielte Birch 1999 erstmals eine junge Erwachsene in dem Film American Beauty. Der Oscar-prämierte Film verhalf auch Birch zum internationalen Durchbruch. Für ihre nächste Rolle in der Verfilmung des Rollenspiels Dungeons & Dragons wurde die Schauspielerin zum dritten Mal mit dem Young Artist Award ausgezeichnet. Für ihre Leistung in dem Film Ghost World aus dem Jahr 2001 wurde Thora Birch von vielen Kritikern gelobt und mit zahlreichen Preisen ausgezeichnet. Die Oscar-nominierte Komödie von  Terry Zwigoff basiert auf dem gleichnamigen Comic von Daniel Clowes. 2004 folgte die Politsatire Silver City, in der die Schauspielerin an der Seite von Chris Cooper, Richard Dreyfuss, Danny Huston sowie weiteren erfolgreichen Hollywoodakteuren zu sehen war. Unter dem Regisseur Sean McConville spielte Birch die Hauptrolle in dem Thriller Deadline – Focus Your Fear zusammen mit der im Jahr 2009 verstorbenen Brittany Murphy. Weitere Film- und Fernsehrollen folgten, ihr Schaffen umfasst mehr als 50 Produktionen.

## Filmografie (Auswahl)
- 1988: Purple People Eater
- 1988–1989: Day By Day (Fernsehserie, 21 Folgen)
- 1991: Sommerparadies (Paradise)
- 1991: Mein Weihnachtswunsch (All I Want for Christmas)
- 1992: Die Stunde der Patrioten (Patriot Games)
- 1993: Hocus Pocus
- 1994: Immer Ärger um Dojo (Monkey Trouble)
- 1994: Das Kartell (Clear and Present Danger)
- 1995: Outer Limits – Die unbekannte Dimension (The Outer Limits, Fernsehserie, Episode 1x06)
- 1995: Now and Then – Damals und heute (Now and Then)
- 1996: Alaska – Die Spur des Polarbären (Alaska)
- 1999: American Beauty
- 1999: Überall, nur nicht hier (Anywhere But Here)
- 2000: Dungeons & Dragons
- 2000: The Smokers
- 2001: The Hole
- 2001: Ghost World
- 2002: Shadow Realm (Fernsehfilm)
- 2003: Homeless to Harvard: The Liz Murray Story (Fernsehfilm)
- 2004: Silver City
- 2005: Slingshot
- 2006: Tainted Love
- 2006: Dark Corners
- 2008: Train
- 2009: Deadline – Focus Your Fear (Deadline)
- 2009: Eiskalte Verführung (Winter of Frozen Dreams)
- 2010: Pregnancy Pact (Fernsehfilm)
- 2012: Petunia
- 2016: Colony (Fernsehserie, zwei Folgen)
- 2018: The Competition
- 2018: Das etruskische Lächeln (The Etruscan Smile)
- 2019: The Last Black Man in San Francisco
- 2019: Above Suspicion
- 2019: Kindred Spirits
- 2019–2020: The Walking Dead (Fernsehserie, neun Folgen)
- 2021: 13 Minutes – Jede Sekunde zählt (13 Minutes)
- 2022: The Gabby Petito Story (Fernsehfilm)
- 2025: The Chronology of Water

### Musikvideos
- 2002: We Are All Made of Stars von Moby
- 2003: Eat You Alive von Limp Bizkit

## Auszeichnungen
MTV Movie Awards
- 2002: Nominierung in der Kategorie Best Line für Ghost World
- 2002: Nominierung in der Kategorie Bestes Outfit für Ghost World

Online Film Critics Society Awards
- 1999: Nominierung als Beste Nebendarstellerin für American Beauty
- 2001: Nominierung als Beste Hauptdarstellerin für Ghost World

Young Artist Award
- 1992: Auszeichnung für Sommerparadies
- 1994: Auszeichnung für Hocus Pocus
- 1996: Nominierung für Now and Then
- 2000: Auszeichnung für American Beauty

Weitere
- 2000: Ausgezeichnet mit dem Screen Actors Guild Award in der Kategorie Bestes Schauspielensemble für American Beauty
- 2000: Ausgezeichnet mit dem Young Star Award für American Beauty
- 2000: Nominiert für den Blockbuster Entertainment Award für American Beauty
- 2000: Nominiert für den British Academy Film Award in der Kategorie Beste Nebendarstellerin für American Beauty
- 2001: Ausgezeichnet mit dem Preis des Deauville Film Festival für Ghost World
- 2001: Ausgezeichnet mit dem San Diego Film Critics Society Award für Ghost World
- 2001: Ausgezeichnet mit dem Toronto Film Critics Association Award für Ghost World
- 2001: Ausgezeichnet mit dem Golden Space Needle Award des Seattle International Film Festivals für Ghost World
- 2001: Nominiert für den Satellite Award in der Kategorie Beste Hauptdarstellerin (Komödie/Musical) für Ghost World
- 2002: Nominiert für den Golden Globe Award in der Kategorie Beste Hauptdarstellerin – Komödie oder Musical für Ghost World